# Calotelea immaculata
Calotelea immaculata är en stekelart som beskrevs av Sharma 1982. Calotelea immaculata ingår i släktet Calotelea och familjen Scelionidae. Inga underarter finns listade.